# Колпак, Василий Михайлович
Колпак Василий Михайлович (28 марта 1928, Великая Долина, Криворожский округ — 11 июня 1998, Кривой Рог, Днепропетровская область) — советский шахтёр, начальник участка шахты «Центральная» рудоуправления «Ингулец» треста «Дзержинскруда». Герой Социалистического Труда (1958).

## Биография
Родился 28 марта 1928 года в селе Костромка Апостоловского района в крестьянской семье. Русский.
В 1945 году окончил сельскую школу и поступил в школу фабрично-заводского обучения № 36 рудоуправления «Ингулец», которую окончил в мае 1946 года, получив специальность подземного проходчика. С 1946 года начал работать на шахте «Центральная» рудоуправления «Ингулец» треста «Дзержинскруда» вначале маляром, затем бурильщиком, крепильщиком, бригадиром. С 1954 года — горный мастер, начальник участка. Добился высоких результатов в работе. На участке были внедрены последние достижения науки и техники, проводились испытания новой техники. Внедрил на участке систему «Ингулецкий вруб», что позволило повысить производительность труда на 15—20 %. В 1958 году участок ежемесячно выдавал по 30 000 тонн руды, что было наивысшим показателем в Кривбассе.
Указом Президиума Верховного Совета СССР от 19 июля 1958 года за выдающиеся успехи, достигнутые в деле развития чёрной металлургии, Колпаку Василию Михайловичу присвоено звание Героя Социалистического Труда с вручением ордена Ленина и золотой медали «Серп и Молот».
Продолжая работать на шахте получил профессиональное заболевание. В 1961 году переведён в карьер «Центральный» на должность заместителя начальника карьера. В 1963—1964 годах — заместитель председателя рудничного комитета профсоюза рудоуправления «Ингулец». Без отрыва от производства окончил Криворожский горнорудный техникум. Работал начальником отдела технического снабжения рудоуправления и диспетчером до выхода на пенсию в 1968 году.
Новатор производства, рационализатор, наставник молодёжи. Опыт работы изучался в Минчермете СССР. Был участником всесоюзных совещаний передовиков производства, юбилейных вахт, ВДНХ.
Умер 11 июня 1998 года в Кривом Роге, где и похоронен на кладбище «Визирка».

## Награды
- Медаль «Серп и Молот» (19.07.1958, № 9259);
- Орден Ленина (19.07.1958, № 316257);
- медаль «За трудовое отличие» (05.11.1954).

## Память
- Имя на Стеле Героев в Кривом Роге;
- Имя на Аллее славы ВДНХ УССР.